# Sjuka hus-sjukan
Sjuka hus-sjukan, Sick building syndrome (SBS), även Ospecifik byggnadsrelaterad ohälsa, har främst använts för att beskriva situationer där personer i byggnader upplever obehag eller komfortproblem som de förknippar med vistelse i en viss byggnad, men där varken specifik sjukdom eller specifika orsaker varit möjliga att identifiera. 
Begreppet, som inte är ett syndrom i medicinsk mening, var vanligt förekommande i forskning och massmedia från slutet av 1980-talet till år 2006, då resultatet från en dansk studie initierade en debatt i Läkartidningen som krävde att Socialstyrelsen "markerar sin ståndpunkt i frågan om användandet av diagnosen sjuka hus-syndromet överhuvudtaget". Socialstyrelsen tog tydlig ställning mot begreppets användning som klinisk diagnos i mars 2006 i Läkartidningen.

## Begreppets innebörd
Arbetet kring sjuka hus uppmärksammade dels dåligt utförda byggnader, dels ett antal uppmärksammade besvär, som benämndes "SBS-symtom". Dessa "SBS-symtom" var: torr hud, torra slemhinnor, hudrodnad, mental trötthet, huvudvärk, övre luftvägsinfektioner, hosta, heshet, klåda, illamående/yrsel (listan på symtomen varierade något och det har ofta noterats att dessa ospecifika symtom även "är vanliga i normalpopulation").
Terminologin var oklar. Sjuka hus, Sick Building Syndrome, SBS användes som beteckningar för flera egentligen helt olika begrepp utan nödvändigt samband, exempelvis: 
1. En byggnad med fuktskador eller tydlig mögellukt. (Sjuka hus).
2. Ett resultat från en enkät i en byggnad där fler än ett visst antal personer svarat att de upplevt vissa efterfrågade besvär som de förknippar med vistelse i byggnaden (Sick Building Syndrome, SBS).
3. Ett (sjukdoms)tillstånd hos en enskild person som attribuerar vissa besvär till vistelse i viss byggnad (Sjuka hus-sjukan).

Beträffande betydelse 1 har man kunnat konstatera att det även i byggnader med fukt och mögel inte nödvändigtvis finns någon överrapportering de uppmärksammade besvären ("SBS-symtomen"). 
Beträffande betydelse 2 kan man från vissa byggnader ha överrapportering av "SBS-symtom", men trots noggranna undersökningar inte hitta något i byggnaden som ger en förklaring. I denna betydelse tar man dock inte ställning till "orsaken" till besvären, annat än att uppgiftslämnarna själva kan ha förknippat besvären med vistelse i byggnaden. Att man på exempelvis sin arbetsplats upplever besvär kan ha många tänkbara orsaker. I alla byggnader förekommer att brukare förknippar vistelse i byggnaden med "SBS-symtom", men först då enkätsvar visade att mer än ca 30 procent av brukarna rapporterar besvär uppfattades "Sick Building Syndrome" föreligga. 
Beträffande betydelse 3 upplever sig personerna påtagligt störda av sina besvär, och tar inte sällan kontakt med sjukvården, som ofta uppfattat det som något slag av somatoform störning eller annan överreaktion. (I betydelse 2 reflekterar uppgiftslämnarna inte nödvändigtvis över sina besvär – det är ibland bara ett passivt svar på enkätens frågor. I betydelse 3 uppfattas besvären som ett lidande som påtagligt stör vardagen, en "sjukdom".)
I diskussionen har man under tiden från 1990 till 2005 sällan uppmärksammat dessa tre kategorier. Huvudspåret har varit att problemet bäst kan förklaras av ämnen i luften eller någon annan fysisk innemiljöfaktor. 
I omfattande forskningsarbete har ett flertal hypotetiska orsaker undersökts utan att man hittat säkra samband.

## Historik
Under slutet av 1970-talet uppmärksammades att ospecifika besvär rapporterades från hyresgäster i nybyggda bostäder, kontor och daghem. I massmedia kallades det "Dalen-sjukan", "dagis-sjuka" och "kontors-sjuka".
Termen "Sick Building Syndrome" myntades av WHO år 1986 då de också bedömde att 10-30% av nybyggda kontor i västvärlden hade inomhusklimatproblem. En tidig undersökning från Köpenhamn omfattande kvinnor i 28 kontorsbyggnader rapporterade arbetsrelaterade hudsymtom av 0-31%, allmänsymtom upp till 69% och slemhinnesymtom upp till 62%. I en engelsk studie av kontor rapporterades arbetsrelaterad trötthet hos 66% av kvinnorna och ögonsymtom i 34%. I båda studierna var symtom mindre vanligt förekommande hos män än hos kvinnor.
Dåliga innemiljöer fick stor uppmärksamhet då Allergiutredningen (SOU 1989:76) utpekade "sjuka hus" som en orsak till den allergiepidemi som då befarades. Under 1990-talet utfördes därför omfattande forskning kring "sjuka hus". Olika fysiska och kemiska faktorer i byggnader undersöktes på bred front. Ofta nämns den stora svenska ELIB-undersökningen 1991-1992.
Problemet uppmärksammades i massmedia och beskrevs som en "tickande bomb". Många utredningar utfördes i enskilda byggnader. Uppmärksammade fall var exempelvis Astrid Lindgrens barnsjukhus, Moderna Museet och Hammarby Sjöstad. 
I USA, där "sjuka hus-sjukan" inte var lika uppmärksammad vid denna tid, hade multipel kemisk känslighet en motsvarande roll.
Under 1990-talet började "sjuka hus" ställas mot "sunda hus". Kemikalieinnehållet i byggmaterial uppmärksammades. Många byggmaterialtillverkare arbetade aktivt för att få kontroll på varornas innehåll och ersätta kritiserade tillsatser. Från teknikbranscher förespråkades framför allt väl fungerande ventilation. Andra uppfattade ekologiskt byggande, naturmaterial och enklare ventilationsteknik som en väg mot bättre innemiljö. 
I slutet på 1990-talet kom en ökad misstro mot begreppet "sjuka hus". I en avhandling vid Karolinska institutet 1999 ifrågasattes metodologin i tidigare forskning och en dansk studie påvisade 2005 dessa brister experimentellt.
Det uppmärksammades att Sick Building Syndrome egentligen inte var ett enhetligt syndrom. Det var inte heller en sjukdom som kunde diagnosticeras för enskilda personer. Från Socialstyrelsens sida tog man år 2006 i Läkartidningen avstånd från att använda Sjuka hus-sjukan som klinisk diagnos.
Sedan dess har det i forskningen blivit allt mer ovanligt att använda begreppet "sjuka hus", "Sick Building Syndrome" etc. Däremot lever begreppet kvar i populärkulturen. Forskare har på 2000-talet försökt lansera en ny term, ospecifik byggnadsrelaterad ohälsa.